# イオンモール富津
イオンモール富津（イオンモールふっつ）は、千葉県富津市に所在するイオンモール株式会社運営のモール型ショッピングセンターである。2023年（令和5年）4月1日に入居した富津市立図書館についても併記する。

## 概要
当ショッピングセンターは青堀駅から1キロメートルほど離れた市民ふれあい公園に立地する。イオンモールとしては千葉県第一号店であり、県南地域の商業施設では最大級の規模となる。
核店舗は扇屋ジャスコ運営のジャスコ富津店であった。1999年（平成11年）8月に扇屋ジャスコはジャスコと合併したため、ジャスコ富津店はジャスコに営業譲渡された。2011年（平成23年）3月、ジャスコ富津店はイオン富津店に改称した。イオン富津店は専門店売り場より狭い。
富津市内には大型店が少ないため、木更津地域への商圏食い止めをはかり、当モールだけで富津市民全体の商圏を獲得し採算向上をしている。当SC周辺には衣料品店やコンビニエンスストア、携帯電話販売店、ホームセンター、スーパーマーケット、ガソリンスタンド、カー用品店と商業施設が多く立地するようになった。
しかし、2014年にイオンモール木更津が開業するとテナント数が激減し、2024年10月現在では2階と3階の過半数が空きテナントもしくは自習室やコミュニティホールとして活用されている状態となっている。

## 沿革
当モールは1993年9月にグランドオープンした。その後2007年3月にジャスコ直営売り場の一部を縮小する代わりに専門店部分を拡大するリニューアルが実施された。
- 1993年（平成5年）9月25日 - イオン富津ショッピングセンターグランドオープン[1]。
- 2007年（平成19年）
  - 3月17日 - リニューアルオープン[3]。
  - 9月22日 - イオンモール富津に改名[6]。
- 2011年（平成23年）3月1日 - 核店舗「ジャスコ富津店」の名称を「イオン富津店」に変更。
- 2014年（平成26年）
  - 11月29日 - リニューアルオープン
  - 12月19日 - リニューアルグランドオープン
- 2023年（令和5年）4月1日 - 市立図書館を設置（後述）[7][8]。

## 主なテナント
2014年12月22日現在
出店テナント全店の一覧・詳細情報は公式サイト「ショップリスト」を、営業時間およびATMを設置する金融機関の詳細は公式サイト「営業時間・サービス案内」を参照。

### イオン富津店
直営売り場の1階は「食品と日用雑貨のフロア」「イオンドラッグ」、2階は「衣料品のフロア」である。子供用品と生活用品は取り扱っていない。

### 富津市立図書館
富津市は2023年3月まで市立図書館を持っておらず、日本図書館協会によると、全国でも図書館未設置は2021年11月の時点で千葉県いすみ市や北海道夕張市など7市に限られていた。富津市内には3カ所の図書室と移動図書館車があるが、人口1人当たりの蔵書冊数は県平均（3.16）を大きく下回る1.47と貸出冊数も低迷しており、子育て支援などに関する市民アンケートでも図書館設置を望む声が多数上がっており、市立図書館の設置が長年の課題となっていた。
そのため、富津市では2010年に図書館機能と保健・福祉機能を併せ持った公共施設の建設を計画したが、財政状況の悪化もあり、実現しなかった。
2021年5月、イオンモールから富津市に対し、集客増加の観点から、3階の旧ユニクロ・従業員休憩室の跡地（空きスペース）を公共施設（市立図書館）として活用する案が提示され、富津市側としても初期導入費用を抑えられる利点があることから快諾し、イオンモール内に富津市立図書館を設置することを2021年11月に決定した。
前述の空きスペースをイオンモールから10年契約（月10万円）で借用し、2022年10月から整備工事を開始。2023年4月1日に開館した。総工費は約1億4000万円だった。
図書館流通センターが指定管理者として、年間8190万円で運営。開館当初の蔵書数は65,000冊となるが、段階的に蔵書数を拡充し、最終的には85,000冊とする予定。タブレット端末や無線LANなども整備した。開館時間は10:00 - 20:00で毎月最終週の月曜日と年末年始などは休館となる。

## 付記
- 日東交通により君津駅（青堀駅経由・専用車両で運行）からの路線バスが運行されている。かつては木更津駅西口からも当モール経由富津公園行きの路線バスが運行されていたが、2009年9月30日をもって廃止した[15]。
- 店舗内にエスカレーターは3基、エレベーターは2基設置している[9]。
- イベントは主に1階アゼリアコートで実施されている。
- 黒沢清監督の映画『トウキョウソナタ』（2008年）に外観が登場している（店内のシーンは別の場所で撮影されている）。